# Széljáró (film)
A Széljáró (eredeti cím: Windwalker) 1980-as romantikus drámai kalandfilm, története Blaine M. Yorgason regényén alapszik. A főszereplők Trevor Howard és Nick Ramus. 
A hitelesség érdekében a szereplők csak a csejen és a varjú indiánok nyelvein szólalnak meg, ezeket a film angolul feliratozza. A narrátor angolul beszél.
A filmet az Amerikai Filmakadémia díjával kitüntetett Kieth Merrill rendezte.
A film az USA-ban PG besorolást kapott.
Magyarországi bemutatója: 1987. december 3.

## Cselekménye
Tél van, mindent hó borít. Széljáró már öreg csejen harcos és haldoklik. Halálos ágyán unokáinak idézi fel életét. 
Már gyermekkorukban megszerették egymást Tashinával, aki felserdülve egy másik harcos érdeklődését is felkelti, aki hajlandó a szülőknek 8 medvebőrt és néhány lovat ajándékozni a lányért cserébe. Széljáró néhány barátjával vakmerő akcióba kezd, elhajtja a varjú indiánok lovait, és a lány szüleinek ajánlja fel, akik boldogan beleegyeznek a házasságba. A rivális udvarló bosszút esküszik és elhagyja a törzset.
Pár évvel később visszatér egy varjú harcossal, és el akarja rabolni Széljáró feleségét, amikor a család a két kicsi gyermekükkel fürödni megy.
Tashina ellenáll, leesik elrablója lováról, az esés következtében betöri a fejét és meghal.
Mint fiatal férj, Széljáró tehetetlenül nézi a vízből, hogy egyik fiát elrabolják. Felesége támadóját dulakodás közben megöli.
Széljáró felkutatja a varjú indiánok táborát, és megpróbálja visszaszerezni a fiát, de nem jár sikerrel. Ezután nem próbálkozik többet.
Amikor Széljáró meghal, bőrökbe csomagolva egy fából készült emelvényre temetik, ahol a státusát jelző tárgyait, valamint fegyvereit is elhelyezik, fia elbúcsúzik tőle, majd a törzs tovább vonul dél felé, mert az addigi területükön nincs elég élelem.
A kicsiny létszámú törzset varjú indiánok támadják meg, és az egyetlen felnőtt férfit súlyosan megsebesítik, lovaikat (egy kivételével) magukkal viszik. 
Széljáró azonban csodálkozva veszi észre, hogy nem halt meg (talán csak tetszhalott állapotba került), a sírjaként szolgáló emelvényen magához tér, majd ahogy kiszabadítja magát, leesik az emelvényről és a havas lejtőn lecsúszik. Ekkor farkasok veszik körül, akik elől csak azért menekül meg, mert véletlenül egy medvebarlangba esik. A medve megtámadja, ő azonban védi magát, végül Széljáró arra tér magához, hogy a medve elpusztult. 
A medvebundával és némi friss hússal felszerelkezve megkeresi a törzsét, akik időközben letáboroztak. Két unokájának sikerül megtalálniuk apjuk fehér lovát (amit a varjú törzsbeliek is szeretnének megszerezni). Széljáró gyógyfüvekkel ápolja a fiát, de a legnagyobb segítség az élelem, amit magával hozott. Másnap korán továbbindulnak, mert Széljáró tudja, hogy a varjú indiánok újra támadni fognak. Azonban csak az otthagyott sátrukat találják meg, amiben félrevezetésként égve hagyták a tüzet. 
Széljáró egy tágas barlangba vezeti a családját. 
Unokáival csapdákat állítanak ellenségeiknek. Egyikük (aki otthagyta társait, mert nem értett egyet azzal, hogy nőket és gyerekeket támadjanak meg) lovával belesétál az egyik csapdába, leesik a lováról és elájul, így sikerül megkötözniük és a barlangba vinniük.
Széljáró figyelmeztetésként a lándzsáját a hóba szúrja. Azok meg is találják a jelet, de nem veszik komolyan a jelzést. Egyikük kiáltása nyomán kisebb hólavina indul meg, ami egyiküket elsodorja.
Széljáró a két nagyobb unokát is harci festéssel látja el. „Bár kicsik vagytok, most harcolnotok kell.” – mondja nekik. Ők ketten maguk után csalják az egyik lovast, aki üldözőbe veszi őket, de mivel a tó jegét egy helyen meggyengítették, lova alatt ezen a helyen beszakad a jég. A harcos elmerül, a lova kievickél a partra.
Az egyik varjú harcos megtalálja a barlangjukat, ahol egy csejen asszonnyal dulakodni kezd, aki fejbe vágja egy kővel, a varjú harcos meghal.
Ekkor már csak egyetlen ellenségük van életben, éppen az, aki annak idején Széljáró egyik fiát elrabolta.
A barlangban tartott megkötözött fogoly hirtelen azt mondja, hogy ő is csejen. Széljáró megnézi a testén lévő hegeket és felismeri, hogy azok olyanok, mint amit az ő egyik fia kisgyermekként egy medvetámadás során kapott. Tehát a másik fia a fogoly! A fiú kiszabadítva harcba száll addigi varjú nevelőapjával, aki meg akarja ölni, ő azonban békét ajánl neki, amit az el is fogad.
Széljáró, megbékélve a sorsával, kimegy a lovával a szabadba, és egy helyen leesik a lóról. Látomásában fiatal felesége várja egy fényes helyen, ahova Széljáró már mint ifjú ember érkezik meg.

## Főbb szereplők
- Trevor Howard ... Széljáró / Windwalker
- Nick Ramus ........  Mosolygó Farkas / Varjú testvér / narrátor
- James Remar .....  Széljáró fiatal korában
- Serene Hedin ........  Tashina (Széljáró felesége)
- Dusty McCrea .......  Táncoló Hold
- Silvana Gallardo .... Kis Toll
- Emerson John .......  Pöttyös Szarvas

## Filmezési helyszín
Az USA Utah államában, a hegyek között, télen forgatták.

## Díjak
Az 1991-es „Yubari International Fantastic Film Festival”-on Kieth Merrill, a film rendezője a zsűri különdíját kapta.

## A DVD adatai
- Megjelenés dátuma: 2003. január 1.
- Teljes képernyős
- Régió: 1
- Képarány: 1,37:1 (4:3)
- Hangsávok: Angol (Dolby Digital 5.1)

Angol (Dolby Digital 2.0 sztereo)
Spanyol (Dolby Digital 1.0)
- Felirat: angol
- Extrák: szereplőkről info

Eredeti reklámok
A producer életműdíja
Állókép galéria
- Időtartam: 107 perc